# Sun-jeong-e banhada
Sun-jeong-e banhada (순정에 반하다?), noto anche con i titoli internazionali Beating Again e Falling for Innocence, è un drama coreano trasmesso su JTBC dal 3 aprile al 23 maggio 2015.

## Trama
Dopo che suo padre è stato tradito dal fratello, Min-ho ha giurato a sé stesso che non si sarebbe mai più fidato di nessun'altra persona, diventando letteralmente un uomo "di ghiaccio": cinico, sospettoso e malvagio; oltre a questo, desidera ardentemente vendicarsi dello zio, dato che era stato proprio lui a rovinare la vita alla sua famiglia. In seguito a un infarto e al conseguente trapianto di cuore, iniziano però a cambiare anche i suoi sentimenti, complice l'incontro con la dolce Soon-jung.